# Agafamosquits tropical
Lagafamosquits tropical (Polioptila plumbea) és un ocell de la família dels polioptílids (Polioptilidae).

## Hàbitat i distribució
Viu als boscos, matolls, sabana i manglars, des de Mèxic meridional cap al sud, a través d'Amèrica Central, Colòmbia, Veneçuela, Guaianes, nord del Perú i nord del Brasil.

## Taxonomia
Segons algunes classificacons la subespècie pròpia del nord del Perú és en realitat una espècie de ple dret:
- Polioptila maior - agafamosquits del Marañón.